# Viață artificială
Viața artificială este un domeniu de studiu ce se ocupă cu examinarea sistemelor vii, a proceselor și evoluției lor prin simulări folosind modele computaționale, robotică și biochimie. Disciplina a fost numită astfel de Christopher Langton în 1986.  
Există 3 tipuri principale de viață artificială: „soft” (cuvânt provenit de la software), „hard” (de la hardware) și „umedă”, din biochimie. Viața artificială imită biologia, încercând să recreeze fenomenul biologic.  
Viața artificială studiază logica sistemelor vii în medii artificiale. De obicei, termenul „viață artificială” se referă la un mediu și o existență digitală.  
Din punct de vedere filozofic, cercetarea vieții artificiale depășește granițele „lumii pe care o știm”, mergând până la ideea de „așa cum ar putea fi”.  
Un model tradițional al unui sistem biologic va fi axat pe cei mai importanți parametri, însă un model de viață artificială va căuta cele mai simple și generale principii ce se ascund în spatele vieții, implementându-le într-o simulare. Această simulare poate ulterior să analizeze sisteme diferite de viață.  
În prezent, definiția vieții nu consideră simulările pe calculator sau software, ca fiind viu și nu constituie o parte din procesul evoluționist din niciun ecosistem. Mai mult, este greu de acceptat existența vieții artificiale în afară unei soluții chimice. 

## Instituții
International Society for Artificial Life (Societatea Internațională pentru Viață Artificială), prescurtat ISAL, este o societate internațională care are ca obiect de activitate promovarea cercetării științifice și a educației axate pe domeniul vieții artificiale. Suportul este asigurat prin sponsorizarea conferințelor, publicarea de articole științifice sau prin administrarea de site-uri cu tematică legată de viața artificială.